# Momias de Kabayan
Las momias de Kabayan son un grupo de momias encontradas en Kabayan, ciudad situada en la provincia de Benguet, en el norte de Filipinas. Se trata de enterramientos de individuos de las etnias benguet e ibaloi.[cita requerida]
Entre los ibaloi, el difunto se colocaba en posición fetal, en ataúdes de madera de forma ovalada, con diseños antropomorfos y geométricos grabados. Los ataúdes se colocaban en cuevas de la montaña.

"...La tribu Ibaloi, que ha existido en la provincia de Benguet durante miles de años, practicaba rituales de embalsamamiento que también se encuentran en Nueva Guinea y similares a los de la Dinastía XXI de Egipto. Los miembros de la tribu Dying bebían mezclas saladas para comenzar el proceso. Después de la muerte, sus cuerpos se limpiaban, se frotaban con las hierbas y se calentaban, mientras que la boca se llenaba de humo. Estos pasos se llevaban a cabo continuamente durante un período de semanas; antes de la posición del feto del difunto, se colocaban en ataúdes de madera de forma ovalada, con tallas decorativas..."
World Monuments Fund:

Aunque la momificación ya no se practica, miembros de la tribu ibaloi siguen considerando las cuevas de Kabayan como su territorio sagrado donde llevan a cabo rituales ancestrales.